# 스튜디오 포녹

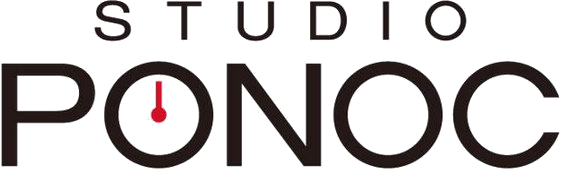

스튜디오 포녹(株式会社スタジオポノック, Studio Ponoc CO.,LTD.)은 애니메이션 감독인 요네바야시 히로마사감독이 설립한 애니메이션 제작 회사이다.
대표적인 첫 장편 애니메이션으로 <메리와 마녀의 꽃>이 있다.

## 작품

### 상업
- 서일본 여객철도 "Summer Train" (2015)
- 후지큐 하이랜드 "Carousel Horses" (2024)

### 영화
- 메리와 마녀의 꽃 (2017년 7월 8일)
- 작은 영웅: 게와 달걀과 투명인간 (2018년 8월 24일)
- 다락방의 라져 (2023년 12월 15일)[1]